# Kuna Konavoska
Kuna Konavoska is een plaats in de gemeente Konavle in de Kroatische provincie Dubrovnik-Neretva. De plaats telt 30 inwoners (2001).